# Euurobracon breviterebrae
Euurobracon breviterebrae är en stekelart som beskrevs av Watanabe 1934. Euurobracon breviterebrae ingår i släktet Euurobracon och familjen bracksteklar. Inga underarter finns listade i Catalogue of Life.